# Herman Harris
Herman B. Harris (* 1954/1955) ist ein ehemaliger US-amerikanischer Basketballspieler.

## Laufbahn
Harris war bis 1973 Mitglied der Schulmannschaft der Chester High School in Harrisonburg (US-Bundesstaat Virginia). Mit 1725 erzielten Punkten stellte der 1,96 Meter große Spieler eine neue Schulbestmarke auf, die 18 Jahre Bestand hatte. Seine Bestleistung als Jugendlicher waren 64 Punkte, erzielt Anfang 1971 gegen die Oxford High School.
Von 1973 bis 1977 studierte und spielte Harris (Spitzname: „Herm the Germ“) an der University of Arizona, brachte es in 93 Einsätzen auf einen Mittelwert von 12,5 Punkten. Im Spieljahr 1976/77 führte er die mannschaftsinterne Korbschützenliste mit 20 Punkten je Begegnung an. Harris verließ die Hochschule ohne Studienabschluss. Die Philadelphia 76ers wählten ihn 1977 beim Draftverfahren der NBA (zweite Runde, 43. Stelle) aus, er kam aber nie in der Liga zum Einsatz.
1978/79 spielte Harris für die Mannschaft Montana Sky in der US-Liga WBA und erzielte in 28 Partien im Schnitt 13,1 Punkte. In der Saison 1979/80 verstärkte er den deutschen Bundesligisten SSV Hagen, er wurde als „wieselflink, trickreich, schußsicher“, bezeichnet.
Harris diente in der US-Armee und arbeitete in der Stadt Tucson bei Gericht. Er holte im Herbst 2017 seinen Studienabschluss an der University of Arizona nach.